# Goldmannova vila
Goldmannova vila je sídelní vila v Chomutově, která byla postavena v roce 1910 v secesním slohu v Čelakovského ulici 1090/22, nedaleko Sadů Československé armády. Jde o stavbu v lukrativní lokalitě vilové čtvrti severně od centra města, od 90. let 20. století však chátrá. Jedná se o chráněnou kulturní památku. Díky dlouholetému fungování vily jako mládežnického zařízení Dům pionýrů je ve městě stavba známá jako Pionýrák.

## Historie
Výstavbu vily, rodinného sídla s kanceláří, na pozemku v Schillerově (později Čelakovského) ulici zadal okolo roku 1909 chomutovský právník židovského původu Richard Goldmann. V Chomutově se trvale usadil v roce 1888 a mezi jeho nejvýznamnější klienty patřily například městské Mannesmannovy válcovny trub a hnědouhelné důlní společnosti, díky čemuž se stal jedním z nejbohatších občanů města. Třípodlažní stavba dokončená roku 1910 měla bohatě zdobený interiér a fasádu, stala se také největší sídelní vilou ve městě. 
Za války budovu zabavili nacisté. Po únoru 1948 byl dům znárodněn a působil jako zdejší pobočka ministerstva informací, od sedmdesátých let zde sídlil Dům pionýrů poskytující zázemí pro zájmové kroužky mládeže pod hlavičkou organizace Pionýr. Po sametové revoluci začala budova chátrat vinou vleklých sporů města s vlastníkem budovy, podnikem Vodní stavby. Roku 2003 přešla do soukromého vlastnictví.

## Architektura stavby
Třípatrová budova nesla bohatou secesní štukovou a sgrafitovou výzdobu, která však byla ve 2. polovině 20. století odstraněna. Na svou dobu poměrně unikátní je použití terasovité ploché střechy, stavba pak nese několik menších teras a balkonů. Čelo je zakončeno několikametrovou věží s jehlanovitou střechou. Součástí pozemku stavby je rovněž rozsáhlá zahrada.